# Dekanat Leśnica
Dekanat Leśnica – jeden z 36 dekanatów w rzymskokatolickiej diecezji opolskiej.
W skład dekanatu wchodzi 10 parafii:
- parafia Św. Anny → Góra Świętej Anny
- parafia Św. Błażeja → Januszkowice
- parafia Św. Marii Magdaleny → Jasiona
- parafia Trójcy Świętej → Leśnica
- parafia Wszystkich Świętych → Raszowa
- parafia Św. Jana Nepomucena → Rozwadza
- parafia Św. Floriana → Wysoka
- parafia Św. Jadwigi Śląskiej → Zalesie Śląskie
- parafia Św. Antoniego Padewskiego → Zdzieszowice
- parafia Św. Ojca Pio → Zdzieszowice